# Stelis ciliolata
Stelis ciliolata là một loài thực vật có hoa trong họ Lan. Loài này được Luer & Dalström mô tả khoa học đầu tiên năm 2004.